# Lei (Schmuck)

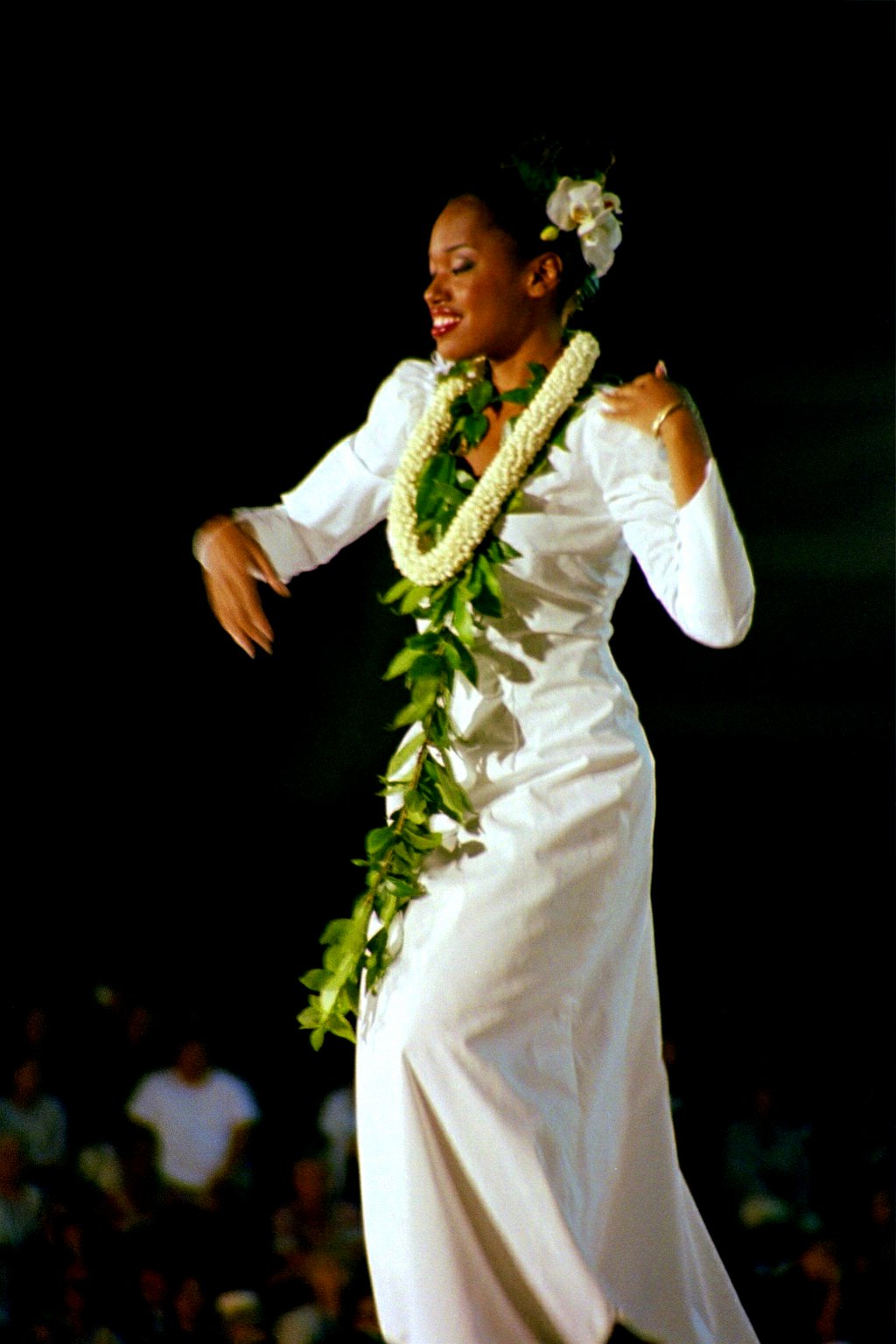
Hula-Tänzerin mit Leis

Als Lei (hawaiisch, pl. Nā Lei oder Lei) bezeichnet man den in Hawaiʻi üblichen Hals- oder Kopfschmuck aus Blüten (zum Beispiel Orchideen), Muscheln, Samen, Federn oder anderen Materialien. In früheren Zeiten wurden auch Tierzähne oder menschliche Haare (für Lei niho palaoa) verwendet.
Hochstehende Personen (aliʻi) und Gäste werden mit Lei geehrt, auch zu festlichen Gelegenheiten trägt man in Hawaiʻi diesen Schmuck. Schüler erhalten traditionell zu ihrer Abschlusszeremonie einen Lei um den Hals gehängt.  Neben diesen formellen und persönlichen Anlässen sind Lei für Touristen auch Teil einer exotischen Begrüßung bei der Ankunft oder bei touristischen Veranstaltungen.
Der Lei wird in der Flagge der Nördlichen Marianen verwendet.